# Grupo prostético

O hemo é um grupo prostético.

Um grupo prostético é um componente de natureza não-proteica de proteínas conjugadas que é essencial para a atividade biológica dessas proteínas. Os grupos prostéticos podem ser orgânicos (como por exemplo uma vitamina ou um açúcar) ou inorgânicos (por exemplo, um íon metálico) e encontram-se ligados de forma firme à cadeia polipeptídica, muitas vezes através de ligações covalentes. Uma proteína despojada do seu grupo prostético é uma apoproteína, designando-se por vezes a proteína com grupo prostético como holoproteína.
Os grupos prostéticos são um subgrupo de cofatores; ao contrário das coenzimas, encontram-se ligados de forma permanente à proteína.
 Em enzimas, os grupos prostéticos estão de algum modo ligados ao centro ativo.
Alguns exemplos de grupos prostéticos incluem o grupo heme da hemoglobina e os derivados de vitaminas tiamina, pirofosfato de tiamina e biotina. Por muitos dos grupos prostéticos serem derivados de vitaminas e não serem sintetizados no organismo humano, as vitaminas são um componente essencial da dieta humana. Os grupos prostéticos inorgânicos são normalmente (mas não exclusivamente) iões de metais de transição; alguns exemplos incluem o ferro (por exemplo, no grupo hemo da citocromo c oxidase e hemoglobina), o zinco (como na anidrase carbónica), o magnésio (presente nalgumas quinases) e o molibdénio (como na nitrato redutase).

## Lista de grupos prostéticos
| Grupo prostético                  | Distribuição                     |
| Mononucleótido de flavina         | Bactérias, arqueas e eucariontes |
| Dinucleótido de flavina e adenina | Bactérias, arqueas e eucariontes |
| Pirroloquinolina quinona          | Bactérias                        |
| Fosfato de piridoxal              | Bactérias, arqueas e eucariontes |
| Biotina                           | Bactérias, arqueas e eucariontes |
| Metilcobalamina                   | Bactérias, arqueas e eucariontes |
| Pirofosfato de tiamina            | Bactérias, arqueas e eucariontes |
| Heme                              | Bactérias, arqueas e eucariontes |
| Molibdopterina                    | Bactérias, arqueas e eucariontes |
| Ácido lipoico                     | Bactérias, arqueas e eucariontes |